# Walter Scheibler
Walter Bernhard Scheibler (* 26. Juni 1880 in Monschau; † 1. Januar 1965 ebenda) war ein deutscher Landrat, Bürgermeister von Monschau und Lokalhistoriker.

## Leben und Wirken
Walter Scheibler war der Sohn des Monschauer Tuchfabrikanten und Kommerzienrates Bernhard Heinrich Scheibler (1846–1918) und seiner Ehefrau Julie, geb. Scheibler (* 1851), Tochter des Tuchfabrikanten Johann Heinrich Louis Scheibler (1817–1887) und Schwester des Kunsthistorikers Ludwig Scheibler (1848–1921) aus einer Vetternlinie der weit verzweigten Familie. Ihm war es als ausgebildetem Juristen und Bankier vorbehalten, die von seinem Ur-ur-ur-Großvater Johann Heinrich Scheibler (1705–1765) gegründete und fast 200 Jahre lang durch die Familie erfolgreich geführte Tuchindustrie nach dem frühen Tod seines Vaters in unruhigen und schwierigen Zeiten und geprägt von zwei Weltkriegen zu übernehmen und fortzuführen.
Scheibler war nebenberuflich als Stadtverordneter, Beigeordneter und Kreistagsmitglied sowie in den Kriegsjahren als Bürgermeister in der Kommunalpolitik tätig. Wenige Monate vor Ende des Zweiten Weltkrieges wurde er im Rahmen des nun aufgestellten Morgenthau-Plans im September 1944 von der alliierten Militärregierung zunächst als kommissarischer Landrat für den Kreis Monschau eingesetzt, nachdem sich nach erfolgloser und zurückgeschlagener Ardennenoffensive der deutschen Armee Teile des Monschauer Landes ab September 1944 in der Hand der Alliierten und hier speziell in der Hand der Amerikaner befanden. Unter dem Kommandanten Captain Robert A. Goetcheus inspizierte Scheibler die zum Kreis Monschau gehörenden und befreiten Gemeinden und Orte, um sich vor Ort ein Bild der noch möglichen Verwaltungsstruktur zu verschaffen. Ganz undemokratisch und nur Kraft Anweisung setzte er in diesen Orten kommissarisch ausgesuchte und befähigte Personen zu Bürgermeistern und Ortsvorstehern ein, die dann jeweils selbst neue Strukturen zum Aufbau des alltäglichen Lebens schaffen sollten. Dies brachte Scheibler hohe Anerkennung bei seinem Kommandanten ein, sodass er am 10. März 1945 schließlich offiziell als Landrat bestätigt wurde. Wenige Monate später, am 1. Juni, wurde er allerdings von dieser Aufgabe entbunden, nachdem ein Schreiben bekannt wurde, in dem Personen, unter anderem auch er selbst, namentlich als angeblich ehemals aktive Mitglieder der NSDAP oder einer ihrer Unterorganisationen aufgeführt waren. Scheibler bestritt dies vehement und vermerkte anhand von Beispielen, dass er in Wirklichkeit politisch Verfolgte in Sicherheit gebracht, Feindsender abgehört und immer wieder mit Sabotageaktionen Kopf und Kragen riskiert hätte.
Nach dem mittlerweile erfolgten Niedergang der traditionsreichen Monschauer Tuchindustrie, unter anderem auch durch ausländische Billig- und Massenproduktion und ohne Aussicht auf einen Neuaufschwung, war es schließlich Walter Scheibler vorbehalten, die Tuchfabrikation der Familie Scheibler sechs Generationen nach ihrer Gründung im Jahr 1957 endgültig stillzulegen.
Darüber hinaus war Scheibler als Kirchmeister, Heimat- und Wetterkundler, Schriftsteller und Heimatfotograf tätig. Als überzeugter Wanderer gehörte er seit 1900 dem Deutschen Alpenverein – Sektion Aachen, an, zu dessen Ehrenmitglied er im Jahre 1950 ernannt wurde. Weiterhin zählte Scheibler am 26. März 1949 im Monschauer Haus Troistorff zu den Neugründern und ersten Vorsitzenden des Eifelvereins Monschau. Den Vorsitz hatte er bis 1959 inne und übernahm anschließend bis zu seinem Tode im Jahre 1965 die Position des stellvertretenden Vorsitzenden. Ferner widmete er sich dem Skitourismus und verfasste Berichte über die örtliche Schneetauglichkeit. Außerdem veröffentlichte Scheibler mehrere Schriften, in denen er sowohl das regionale Umfeld als auch die Geschichte der Familie Scheibler selbst eingehend beschreibt.
Für seine zahlreichen Verdienste wurde Walter Scheibler im Jahr 1956 mit dem Bundesverdienstkreuz am Bande ausgezeichnet und zum Ehrenbürger der Stadt Monschau ernannt sowie posthum in Monschau eine Straße nach ihm benannt.

## Werke (Auswahl)
- Walter Scheibler und Mathias Brixius: 60 Jahre Soldaten-Kameradschaft Monschau. In: Der Eremit am hohen Venn. 10. Jahrgang, Nr. 9. Monschau September 1935, S. 113–128 (Digitale Sammlungen der Universität zu Köln [abgerufen am 8. August 2015]).
- Walter Scheibler und Mathias Brixius: 60 Jahre Soldaten-Kameradschaft Monschau. (Schluss). In: Der Eremit am hohen Venn. 10. Jahrgang, Nr. 10. Monschau Oktober 1935, S. 129–144 (Digitale Sammlungen der Universität zu Köln [abgerufen am 8. August 2015]).
- Urkundliche Nachrichten über den alten evang. Friedhof auf Walchenau. In: Der Eremit am hohen Venn. 10. Jahrgang, Nr. 12. Monschau Dezember 1935, S. 162 (Digitale Sammlungen der Universität zu Köln [abgerufen am 8. August 2015]).
- Die Ortsbezeichnung „Klein Frankreich“. In: Der Eremit am hohen Venn. 11. Jahrgang, Nr. 11. Monschau November 1936, S. 175–176 (Digitale Sammlungen der Universität zu Köln [abgerufen am 8. August 2015]).
- Geschichte und Schicksale einer Firma in sechs Generationen (1724–1937), Aachen, 1937
- Geschichte der evangelischen Gemeinde Monschau : 1520–1939, Rehnisch, Aachen, 1939
- Monschauer Wirtschaftspioniere im Osten, Eifeljahrbuch, Jg., 1941
- Ein halbes Jahrhundert Niederschlagsmessungen und Wetterbeobachtungen zu Monschau : 1898 bis 1949. Zugleich ein Wetterbüchlein für jedermann, Heimatschriftenreihe Heft 1, Monschau, 1950
- Leben und Familie des Kirchenhistorikers Johann Heinrich Kurtz aus Monschau 1809–1890, Verlag Kirche in der Zeit, Düsseldorf, 1952
- Geschichte der drei evangelischen Eifelgemeinden des Kreises Monschau : Monschau-Menzerath-Imgenbroich, Zweifall, Roetgen, evangelische Kreissynode Aachen, 1955
- Monschauer Wirtschaftspioniere im Osten. In: Das Monschauer Land, Jahrbuch 1955
- Meine schöne Heimat : Von Wachsen, Bauen und Leben in der Nordeifel, Stollfuß, Bonn, 1955
- Zum 250. Geburtstag des Johann Heinrich Scheibler, Begründer der Tuchindustrie. In: Das Monschauer Land, Jahrbuch 1956
- 300 Jahre Familie Scheibler im Rheinland, Eifeljahrbuch, Jg. 58,
- Zwischen zwei Fronten : Kriegstagebuch des Landkreises Monschau, Weiss, Monschau, 1959